# Il resto è silenzio
Il resto è silenzio (Der Rest ist Schweigen) è un film drammatico del 1959 diretto da Helmut Käutner, liberamente ispirato all'Amleto di William Shakespeare.

## Trama
Germania, fine anni cinquanta. John H. Claudius è l'erede di una famiglia di magnati dell'acciaio della Ruhr. Tornato dall'America dopo molti anni, trova la madre Gertrud sposata con lo zio Paul che ha preso in mano l'azienda e apprende che il padre è morto per colpa di quest'ultimo, che lo ha denunciato alla Gestapo durante la guerra. La vendetta del giovane Claudius non si farà attendere.

## Produzione
Il film è stato girato ad Amburgo e nella Renania Settentrionale-Vestfalia, tra Düsseldorf e Oberhausen.

## Distribuzione
Dopo l'anteprima alla 9ª edizione del Festival di Berlino, il film è stato distribuito in Germania Ovest dal 22 luglio 1959.

### Date di uscita
- Germania Ovest (Der Rest ist Schweigen) - 22 luglio 1959
- Danimarca - 30 novembre 1959
- USA (The Rest Is Silence) - 1º agosto 1960
- Svezia - 27 marzo 1961
- Finlandia (Ja lopussa oli hiljaisuus) - 24 novembre 1961

## Accoglienza
Il film rappresentò la Germania Ovest al Festival di Berlino del 1959 ma contrariamente alle aspettative non ottenne nessun riconoscimento. Definito da Walther Schmieding sul Ruhr Nachrichten «l'avventura più grande e ambiziosa» tra le pellicole presenti al festival e favorito della critica per uno dei premi principali, il film di Helmut Käutner uscì a mani vuote nonostante le ottime recensioni.

## Riconoscimenti
1959
- Festival internazionale del cinema di Berlino
Nomination Orso d'oro al miglior film
- Festival internazionale del cinema di San Sebastián
Menzione speciale a Helmut Käutner

1960
- Deutscher Filmpreis
Nomination Miglior attrice non protagonista a Adelheid Seeck
Nomination Miglior attore non protagonista a Rudolf Forster

## Colonna sonora
La colonna sonora del film include il brano Lasciami il tuo sorriso cantato da Nico Fidenco, scritto insieme a Nino Pasquale Tassone.